# ロリポップス
ロリポップスはフジテレビKIDSによるクマ3人組のキャラクター。2009年4月よりBSフジの子供番組『We Can☆47』のマスコットとして登場、および『beポンキッキーズ』にも出演。

## 概要
ピンク色のクマの女の子3人組で結成したボーカルグループ。おもにキャンディーズの楽曲のカバーを歌う。

## メンバー
3人とも10歳で小学5年生である。
- アン（3月21日生まれ）

立ち位置は中央。3人の中では小柄。好きなものはかわいいものであり、英語を練習している。Twitterも担当。
- ロロ（1月23日生まれ）

立ち位置は左。少しぽっちゃりめ。好きなものはスイーツであり、お菓子作りに夢中。
- ミイ（12月3日生まれ）

立ち位置は右。3人の中では長身で、一番のんびり屋さん。早口言葉を練習中。

## 出演番組
- Beポンキッキ→beポンキッキーズ→ポンキッキーズ（BSフジ）
- We Can☆→We Can☆47（BSフジ）

## 持ち曲
1. あなたに夢中（デビュー曲）（2009年4月）
2. 暑中お見舞い申し上げます（2009年7月）
3. ハートのエースが出てこない（2010年2月）
4. はっぴぃ☆ハッピィ☆でいず（2013年）

### 体操
1. ロリポップスたいそう のーびのびよーん（2013年）作詞・作曲・編曲：前山田健一

## ゲスト出演・コラボレーション
- 2015年6月24日、ニンテンドー3DSダウンロードソフト『チャリ走 DX3 タイムライダー』コラボステージ（有料追加コンテンツ）に『ガチャピン・ムック ステージ』が配信開始。このステージの背景としてアン・ロロ・ミイが登場している。